# Euryzonus neuvillei
Euryzonus neuvillei är en mångfotingart som beskrevs av Ribaut 1907. Euryzonus neuvillei ingår i släktet Euryzonus och familjen Gomphodesmidae. Inga underarter finns listade i Catalogue of Life.